# Cheiracanthium inornatum
Cheiracanthium inornatum es una especie de araña araneomorfa del género Cheiracanthium, familia Cheiracanthiidae. Fue descrita científicamente por O. Pickard-Cambridge en 1874.
Habita en la India.